# Phlogopit
Phlogopit ist ein zu den Glimmern gehörendes, häufig vorkommendes Mineral aus der Mineralklasse der „Silikate und Germanate“. Es kristallisiert im monoklinen Kristallsystem mit der Zusammensetzung KMg3[(F,OH)2|AlSi3O10], ist also chemisch gesehen ein Kalium-Magnesium-Alumosilikat mit zusätzlichen Fluor- oder Hydroxidionen. Strukturell wird Phlogophit den Schichtsilikaten zugeordnet.
Phlogopit entwickelt meist tafelige bis prismatische Kristalle von pseudohexagonalem Habitus, aber auch plattige, schuppige oder massige Mineral-Aggregate von meist gelblicher bis rötlicher Farbe. Das Mineral kann allerdings auch farblos oder in hellbrauner bzw. grünlicher Farbe auftreten.

## Etymologie und Geschichte

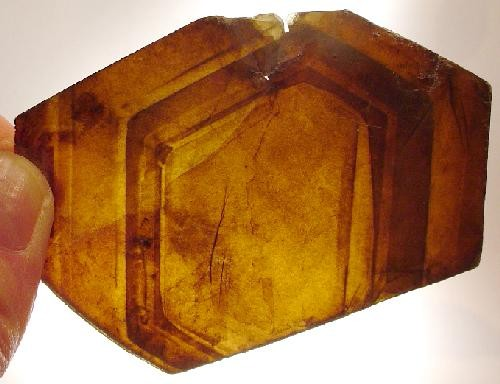
Dünntafeliger, durchscheinender Phlogopit mit deutlicher Zonenbildung

Erstmals wissenschaftlich beschrieben wurde Phlogopit 1841 durch August Breithaupt, der einen „mit Serpentin in Kalkspat eingewachsenen Glimmer von Antwerp im Staate New York“ untersuchte und ihn als „Phengites Phlogopites“ – kurz Phlogopit – bezeichnete, nach dem griechischen Wort Φλογωπός phlogopos für „feurig aussehend“. Der Name nimmt Bezug auf die oft durchscheinenden, rötlich schimmernden Kristalle.
Da der Phlogopit bereits lange vor der Gründung der International Mineralogical Association (IMA) bekannt und als eigenständige Mineralart anerkannt war, wurde dies von ihrer Commission on New Minerals, Nomenclature and Classification (CNMNC) übernommen und bezeichnet den Phlogopit als sogenanntes „grandfathered“ (G) Mineral. Die seit 2021 ebenfalls von der IMA/CNMNC anerkannte Kurzbezeichnung (auch Mineral-Symbol) von Phlogopit lautet „Phl“.

## Klassifikation
Bereits in der veralteten 8. Auflage der Mineralsystematik nach Strunz gehörte der Phlogopit zur Mineralklasse der „Silikate und Germanate“ und dort zur Abteilung der „Schichtsilikate (Phyllosilikate)“, wo er innerhalb der Glimmergruppe zusammen mit Annit, Hendricksit, Polylithionit, Siderophyllit, Tainiolith und Trilithionit sowie den inzwischen als Mischkristalle diskreditierten Biotit, Lepidolith und Zinnwaldit die „Biotit-Reihe“ mit der System-Nr. VIII/E.05b bildete.
In der zuletzt 2018 überarbeiteten Lapis-Systematik nach Stefan Weiß, die formal auf der alten Systematik von Karl Hugo Strunz in der 8. Auflage basiert, erhielt das Mineral die System- und Mineral-Nr. VIII/H.11-080. Dies entspricht ebenfalls der Abteilung „Schichtsilikate“, wo Phlogopit zusammen mit Annit, Aspidolith, Balestrait, Eastonit, Ephesit, Fluorannit, Fluorophlogopit, Fluorotetraferriphlogopit, Hendricksit, Hydrobiotit, Luanshiweiit, Masutomilith, Montdorit, Norrishit, Orlovit, Oxyphlogopit, Polylithionit, Preiswerkit, Shirokshinit, Shirozulith, Siderophyllit, Sokolovait, Suhailit, Tainiolith, Tetraferriannit, Tetraferriphlogopit, Trilithionit, Voloshinit und Yangzhumingit die „Lithionit-Biotit-Reihe“ mit der System-Nr. VIII/H.11 bildet.
Auch die von der International Mineralogical Association (IMA) zuletzt 2009 aktualisierte 9. Auflage der Strunz’schen Mineralsystematik ordnet den Phlogopit in die Abteilung der „Schichtsilikate“ ein. Diese ist allerdings weiter unterteilt nach Struktur der Schichten, so dass das Mineral entsprechend seinem Aufbau in der Unterabteilung „Schichtsilikate (Phyllosilikate) mit Glimmertafeln, zusammengesetzt aus tetraedrischen und oktaedrischen Netzen“ zu finden ist, wo es zusammen mit Annit, Aspidolith, Eastonit, Ephesit, Fluorannit, Fluorophlogopit, Hendricksit, Masutomilith, Norrishit, Polylithionit, Preiswerkit, Shirokshinit, Shirozulith, Siderophyllit, Sokolovait, Suhailit, Tetraferriannit, Tetraferriphlogopit, Trilithionit und Wonesit sowie den hier als Mineralgruppe definierten Biotit, Lepidolith und Zinnwaldit die „Phlogopitgruppe“ mit der System-Nr. 9.EC.20 bildet.
In der vorwiegend im englischen Sprachraum gebräuchlichen Systematik der Minerale nach Dana hat Phlogopit die System- und Mineralnummer 71.02.02b.01. Dies entspricht ebenfalls Abteilung der „Schichtsilikatminerale“. Hier ist er zusammen mit Annit, Aspidolith, Eastonit, Ephesit, Fluorannit, Fluorophlogopit, Hendricksit, Masutomilith, Norrishit, Polylithionit, Preiswerkit, Shirozulith, Siderophyllit, Sokolovait, Suhailit, Tainiolith, Tetraferriannit, Tetraferriphlogopit, Trilithionit, Wonesit sowie den Mineralgruppen Biotit, Lepidolith und Zinnwaldit in der „Glimmergruppe (Biotit-Untergruppe)“ mit der System-Nr. 71.02.02b innerhalb der Unterabteilung „Schichtsilikate: Schichten von sechsgliedrigen Ringen mit 2:1-Lagen“ zu finden.

## Kristallstruktur
Phlogopit kristallisiert monoklin in der Raumgruppe C2/m (Raumgruppen-Nr. 12) mit den Gitterparametern a = 5,33 Å; b = 9,22 Å; c = 10,22 Å und β = 100,03° sowie zwei Formeleinheiten pro Elementarzelle.

## Eigenschaften
Gegen verdünnte, 5 bis 15%ige Salzsäure ist Phlogopit unempfindlich, konzentrierte Salzsäure entfärbt das Mineral jedoch.

## Bildung und Fundorte

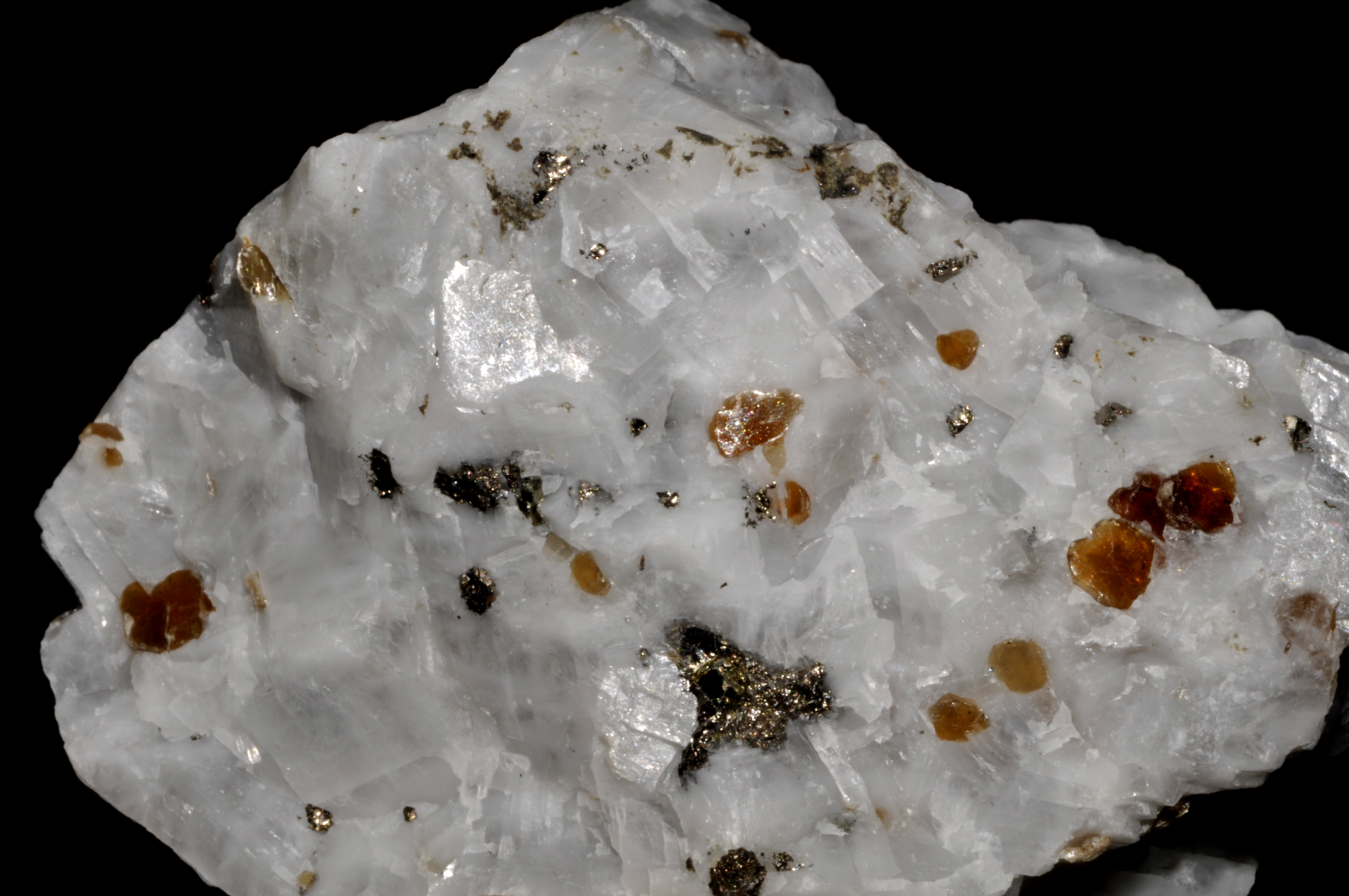
Phlogopit (orangerot) mit Pyrit (goldglänzend) in Calcit

Phlogopit ist auch bei einem Druck von 70 kbar noch beständig, was einer Tiefe von über 200 Kilometern entspricht. Er bildet sich in magnesiumreichen, basischen bis ultrabasischen magmatischen Gesteinen wie beispielsweise melilithreichem „Turjait“ (Biotit-Nephelin-Melilitolith mit Perowskit, Melanit und Apatit), kann aber auch kontaktmetamorph und kontaktmetasomatisch in Kalksilikatgesteinen entstehen, das heißt in von Silikaten durchsetzten Kalksteinen, die eine Metamorphose durchlaufen haben. Auch in ultramafischen Gesteinen wie Kimberlit, Peridotit, Lamproit und Serpentinit kann Phlogopit gefunden werden.
Als Begleitminerale treten unter anderem Apatit, Augit, Calcit, Diopsid, Dolomit, Epidot, Magnetit, Olivin, Pyrit, Rubin, Skapolith, Spinell, Titanit, Tremolit und Vesuvianit auf.
Als häufige Mineralbildung konnte Phlogopit an vielen Orten nachgewiesen werden, wobei weltweit bisher über 2800 Fundorte dokumentiert sind (Stand 2023). Die größten Kristalle traten unter anderem im Gardiner-Komplex von Grönland (50 cm), bei Kowdor/Murmansk (2 m) und Sljudjanka/Irkutsk in Russland (5 m) sowie aus der „Lacy Mine“ bei Ontario in Kanada (10 × 5 m und bis 90 t Gewicht) zutage. Es sollen jedoch schon Phlogopit-Kristalle mit einem Durchmesser von 10 m und einem Gewicht von 270 t gefunden worden sein.

## Verwendung
Phlogopit findet unter anderem Verwendung in Kunststoffen, in Ersatzstoffen für Asbest, in Fugenzement, im Ölbohr-Sektor, in Perlmutt-Pigmenten und zur Herstellung von Isoliermaterialien in der Elektrotechnik. Von technischer Bedeutung (z. B. für Glaskeramiken) ist die Herstellung von Fluor-Phlogopit.